# Palhinhaea
Palhinhaea – rodzaj roślin należący do rodziny widłakowatych. Obejmuje od ok. 15 do ok. 23–25 gatunków. Rośliny z tego rodzaju należą do najbardziej rozpowszechnionych w obrębie widłakowatych z okazałym Palhinhaea cernua – gatunkiem o największym rozprzestrzenieniu w obrębie tego rodzaju i rodziny. Widłaki te spotykane są na wszystkich kontynentach w strefie tropikalnej i subtropikalnej. Są to rośliny naziemne, tylko P. steyermarkii bywa epifitem.
P. cernua bywa uprawiany jako roślina ozdobna. Lokalnie wykorzystywany jest jako roślina lecznicza i zamiennik kapoku.
Nazwa rodzaju upamiętnia portugalskiego botanika – Rui Teles Palhinha (1871–1950).

## Morfologia

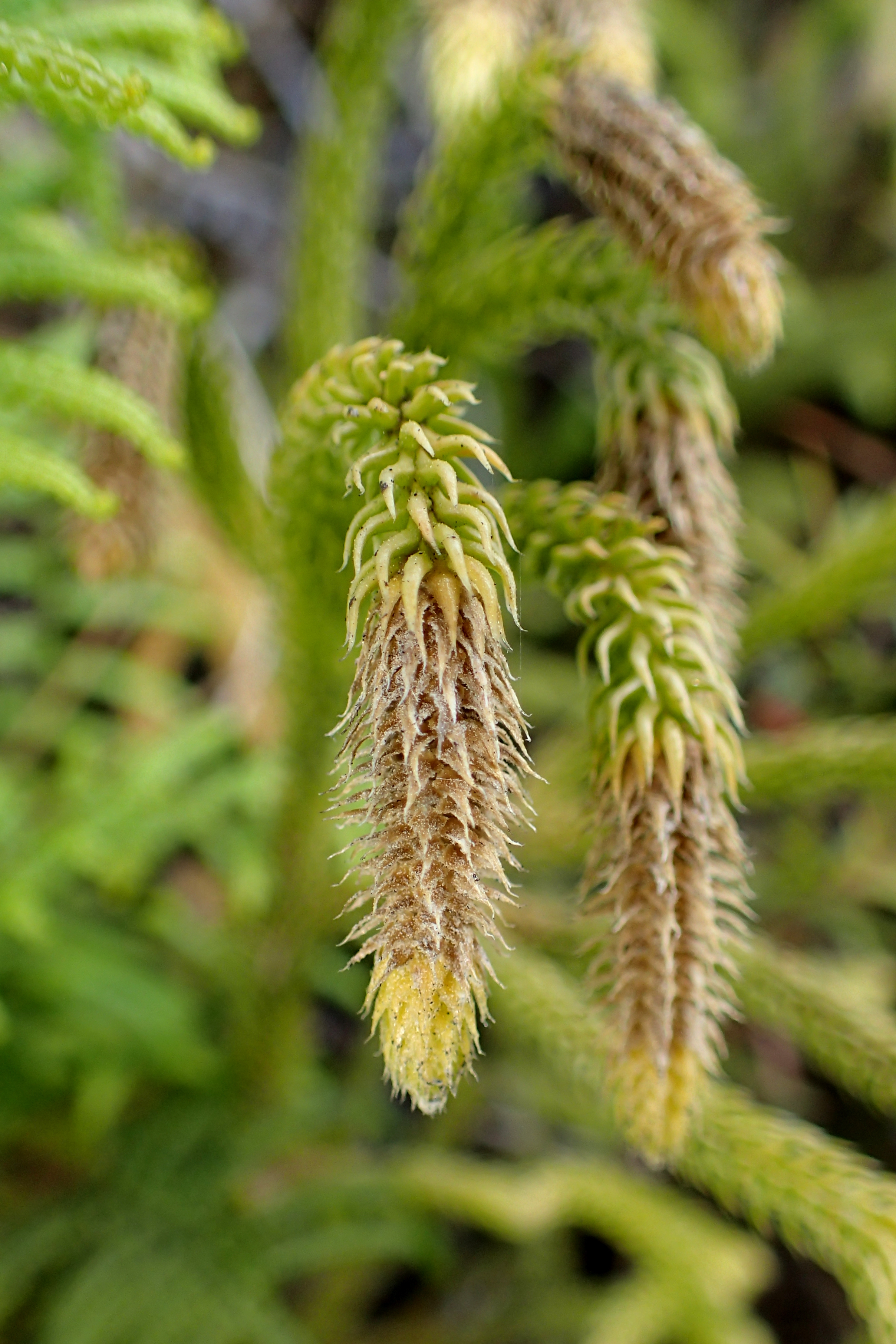
Kłos zarodnionośny P. cernua

PokrójPędy naziemne łukowato wznoszą się nad powierzchnią ziemi i korzenią się w miejscach, w których się z nią kontaktują. Z każdego takiego łukowato wzniesionego odcinka wyrasta zwykle jeden wzniesiony pęd (tylko u P. steyermarkii i P. bradei płożący, wspinający się lub zwisający), rozgałęziający się i przypominający małe drzewo (choinkę). Zwłaszcza boczne odgałęzienia są na końcach silniej rozgałęzione. Łodygi osiągają do 3,5 mm średnicy. Rozgałęzienia pędu zwieńczone są pojedynczym, zwykle zwisającym kłosem zarodnionośnym (podnoszący się jedynie u P. bradei). U roślin z tego rodzaju nie wykształcają się rozmnóżki. Liście i łodygi zwykle pokryte są drobnymi, rozgałęziającymi się włoskami.
Liście (mikrofile)Wyrastają skrętolegle i nie są ułożone wzdłuż pędu w rzędach, nie są też zróżnicowane morfologicznie poza zwykle krótszymi liśćmi (sporofilami) w obrębie kłosa zarodnionośnego. Mają kształt równowąski i są całobrzegie.
ZarodnieNiemal kuliste, w kątach sporofili tworzących pojedynczy kłos zarodnionośny. Liście zarodnionośne krótsze od wegetatywnych. Zarodnie zagłębione są częściowo w korze osi kłosa i osłonięte błoniastą nasadą sporofili.
GametofitFotosyntezujący (zielony), rozwijający się na powierzchni gleby, o kształcie spłaszczonej kuli.

## Systematyka

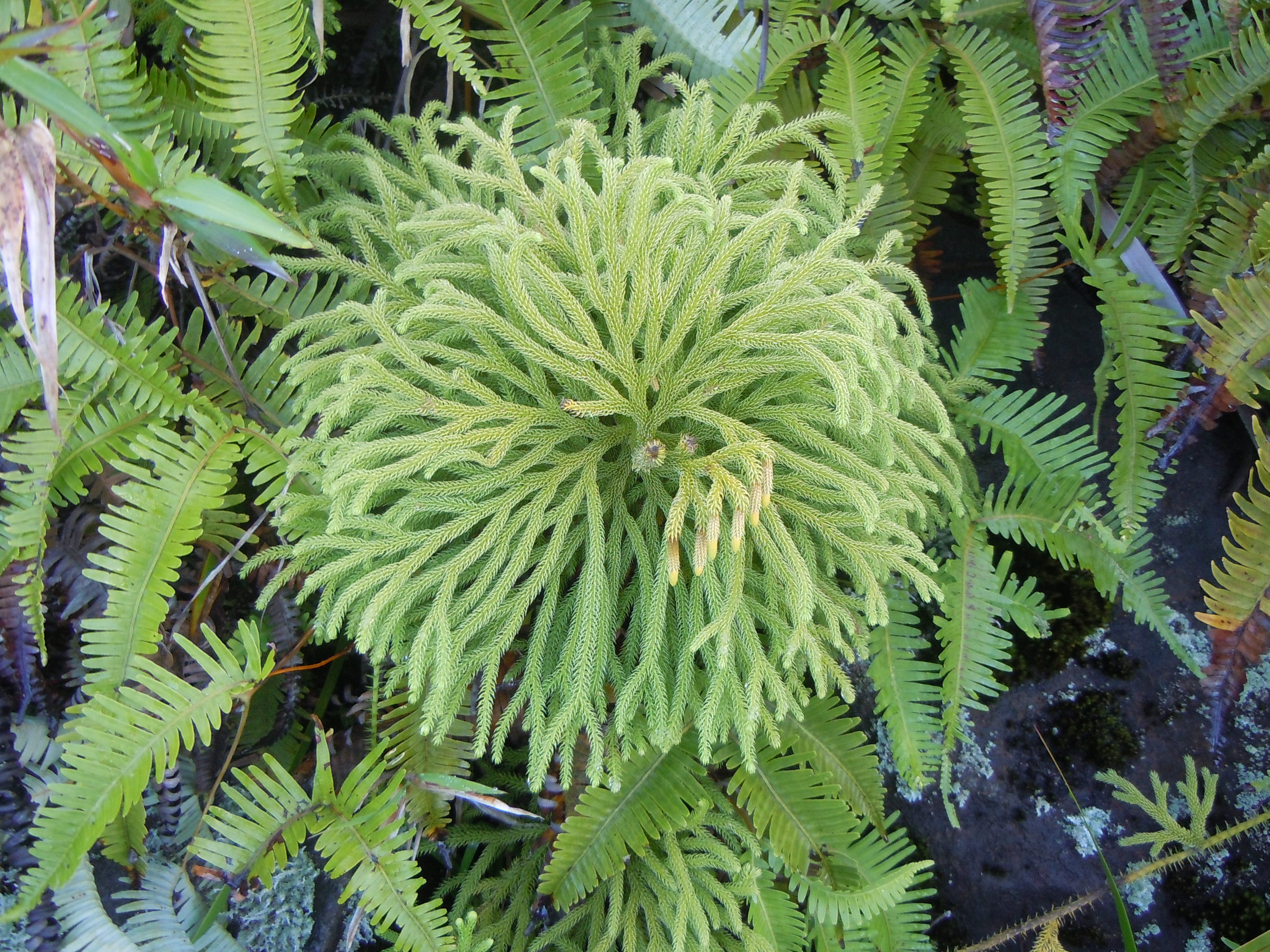
Palhinhaea torta

Pierwotnie rośliny tu zaliczane, jak wszystkie współczesne widłakowate, włączane były do jednego rodzaju – widłak Lycopodium. W 1964 Josef Holub wyodrębnił z niego zaliczane tu rośliny do rodzaju widłaczek Lycopodiella. W 1967 zaproponowano ich wydzielenie w randze osobnego rodzaju i zaproponowano dla niego nazwę Palhinhaea, ale koncept ten nie był akceptowany. Rośliny te zaliczano do sekcji Campylostachys (K. Muller) B. 0llgaard w obrębie rodzaju Lycopodiella. W systemie PPG I z 2016 roku uznano Palhinhaea za odrębny rodzaj jako jeden z czterech w ramach podrodziny Lycopodielloideae W.H.Wagner & Beitel ex B.Øllg., 2015 (w całości odpowiadającej rodzajowi Lycopodiella w jego szerokiemu ujęciu).
Wykaz gatunków
- Palhinhaea bradei (Nessel) Holub
- Palhinhaea camporum (B.Øllg. & P.G.Windisch) Holub
- Palhinhaea cernua (L.) Vasc. & Franco
- Palhinhaea cerrojefensis B.Øllg.
- Palhinhaea curvata (Sw.) Holub
- Palhinhaea descendens (B.Øllg.) Holub
- Palhinhaea divaricata B.Øllg.
- Palhinhaea glaucescens (C.Presl) Holub
- Palhinhaea hainanensis C.Y.Yang
- Palhinhaea lehmannii (Hieron.) Holub
- Palhinhaea lugubris B.Øllg.
- Palhinhaea maniculata (B.Øllg.) B.Øllg.
- Palhinhaea pendulina (Hook.) Holub
- Palhinhaea pseudocurvata B.Øllg.
- Palhinhaea pungens (Alderw.) Holub
- Palhinhaea reflexifolia B.Øllg.
- Palhinhaea riofrioi (Sodiro) Holub
- Palhinhaea steyermarkii (B.Øllg.) Holub
- Palhinhaea suffruticosa (Alderw.) Holub
- Palhinhaea tomentosa (Alderw.) Holub
- Palhinhaea torta (Sieber ex Underw. & F.E.Lloyd) Christenh.
- Palhinhaea trianae (Hieron.) Holub
- Palhinhaea veigae Vasc.